# پارک ملی باتان
پارک ملی باتان (به لاتین: Bataan National Park) یک پارک ملی در فیلیپین است که در سنترال لوزون واقع شده‌است.